# Yaginumaella
Yaginumaella är ett släkte av spindlar. Yaginumaella ingår i familjen hoppspindlar.

## Dottertaxa tillYaginumaella, i alfabetisk ordning[1]
- Yaginumaella badongensis
- Yaginumaella bhutanica
- Yaginumaella bilaguncula
- Yaginumaella cambridgei
- Yaginumaella flexa
- Yaginumaella gogonaica
- Yaginumaella helvetorum
- Yaginumaella hybrida
- Yaginumaella hyogoensis
- Yaginumaella incognita
- Yaginumaella intermedia
- Yaginumaella lobata
- Yaginumaella longnanensis
- Yaginumaella medvedevi
- Yaginumaella montana
- Yaginumaella nanyuensis
- Yaginumaella nepalica
- Yaginumaella nobilis
- Yaginumaella nova
- Yaginumaella orientalis
- Yaginumaella originalis
- Yaginumaella pilosa
- Yaginumaella senchalensis
- Yaginumaella silvatica
- Yaginumaella simoni
- Yaginumaella stemmleri
- Yaginumaella stepposa
- Yaginumaella strandi
- Yaginumaella striatipes
- Yaginumaella supina
- Yaginumaella tenella
- Yaginumaella tenzingi
- Yaginumaella thakkholaica
- Yaginumaella thimphuica
- Yaginumaella urbanii
- Yaginumaella ususudi
- Yaginumaella wangdica
- Yaginumaella variformis
- Yaginumaella versicolor
- Yaginumaella wuermli